# 多田君不戀愛
《多田君不戀愛》，是由動畫工房製作的日本原創電視動畫作品，主要製作人員與《月刊少女野崎同學》相同。於2018年4月5日在AT-X首播，6月28日播放完畢。

## 故事簡介
|                              | 這場戀愛，我永遠不會忘記 （） |
| ——《多田君不戀愛》，宣傳標語 |                               |

泰瑞莎·瓦格納是從歐洲國家拉森堡到日本讀書的留學生，在她剛到日本時便跟同伴亞歷珊德拉走散了，此時泰瑞莎受到了多田光良的幫助，才得以和亞歷珊德拉會合，多田光良發現泰瑞莎兩人在日本的住所銀座大宫殿就位于多田家所开的咖啡館旁邊。隔天的班級朝會上，光良才知道泰瑞莎原來是留學生。

## 登場角色
多田光良（／）
配音：中村悠一／田村睦心【童年】（日本）；劉傑／林美秀【童年】（台灣）
本作主人公。就讀銀河大學附屬戀之星高中的二年級學生，攝影社成員，擅長拍攝風景類相片。雖不多言但為人穩重，也因善於照顧他人，很受身邊的人歡迎，但是不擅長表露自己的情感。
10年前父母因為車禍過世，心中有許多遺憾和悔恨。一邊和妹妹－唯一起在祖父所經營的多田咖啡店幫忙，在銀座一角的古民宅生活著。目標成為和逝去的父親一樣厲害的攝影師。有懼高症(自稱不嚴重)，因此非常害怕搭飛機，在「伊集院薰秀」常常點甘口咖哩。
與泰瑞莎在一起時，天空經常會下起雨，於是戲稱泰瑞莎為「雨女」。因泰瑞莎的不告而別，才發現自己對泰瑞莎的心意，並在爺爺的幫助下，獨自前往拉森堡尋找泰瑞莎，欲說出自己內心中的心意，在其中亦受到龍崎麗子的幫助。在拉森堡時向泰瑞莎告白，隔年春天在日本再次遇到泰瑞莎後進而交往。
使用的相機為Nikon D7200。生於5月7日，血型為B型。
泰瑞莎·瓦格納（Teresa Wagner）
配音：石見舞菜香（日本）；林美秀（台灣）
從歐洲拉森堡到日本來的留學生，現留學於戀之星高中，加入了攝影社。有著開朗直率的性格。
雖因非常喜歡時代劇「虹坊將軍」而能流暢的說著日文，但受該劇影響亦會使用「不勝感激」「您的恩情我終生難忘」等等的武士用語。也很喜歡和彩虹有所關聯的事物，原型為暴坊將軍，被杉本目測罩杯為C。
到日本後與摯友亞歷一同住在位於多田咖啡店隔壁的飯店「銀座大宮殿」，外出時也經常與亞歷一起行動，邀約日向子來自己住的飯店一起聊天時，從亞歷口中得知「HINA」就是日向子。
真實身分是拉森堡公國（Larsenburg）的公主「泰瑞莎·德·拉森堡」（Teresa de Larsenburg）。被亞歷詢問，默認了喜歡上光良的事，但和查理斯有婚約在前，原本已決意在結束留學後，歸國與對方結婚，並成為拉森堡的女王。在不告而別的歸國後，因光良來到拉森堡，與光良相談並說出自己的身分。在宴會當晚，與光良道出自己是因為想要封印住對光良的感情，才會不告而別返回拉森堡，並在說完原因後互相告白。隔年春天在和查爾斯解除婚約後獨自回到日本，並與光良交往。
使用的相機為Panasonic LUMIX DMC-GF7。生於2月4日，血型為A型。
亞歷珊德拉·瑪格麗特（Alexandra Magritte）
配音：下地紫野（日本）；詹雅菁（台灣）
跟泰瑞莎一起從拉森堡來日本的留學生，是泰瑞莎的摯友兼侍從。愛稱為「亞歷」，也被伊集院稱為「姐姐」。 猶如不食人間煙火的德雷莎之保護者，精通日語。為泰瑞莎也會做日本料理，但對納豆不太擅長(第3集)。
和泰瑞莎剛進入攝影社參觀時，看見杉本一收藏的「HINA」寫真集及海報，並觀察到日向子的樣子怪怪的，便馬上認出「HINA」就是日向子，但是沒有對日向子和泰瑞莎以外的人提及過。心思細膩，運動神經也十分優秀，宛如忍者一般，對泰瑞莎十分保護。被杉本目測罩杯為E。
為拉森堡國王親信的女兒，在尋找國王獨生女的玩伴時被國王所託，約從3歲起就和泰瑞莎相處在一起，相當於青梅竹馬存在。暗戀著查理斯。
於第2話借來的相機為Nikon COOLPIX A900。生於9月9日，血型為AB型。
伊集院薰（／）
配音：宮野真守／三宅麻理惠【童年時期】（日本）；李景唐／詹雅菁【童年】（台灣）
光良的兒時玩伴，攝影社成員，照片多為自拍。很受女性歡迎。為銀座老字號料理店的兒子，因而擅長料理。被喵大討厭著。在觀察泰瑞莎時，被前來會合的亞歷誤會，以為要襲擊泰瑞莎而被其踢飛。從那之後就不善於應對亞歷說出的有攻擊性或責難意味的言語。
6歲時有過在池塘被絆住腳的經驗，當時被朋友說是河童搞的鬼，因而對河童有著非同尋常的恐懼，那時因被光良搭救而成了朋友。自從光良的父母過世之後，每到他們的忌日就會聚集眾人舉辦「伊集院薫秀」希望讓光良兄妹不覺孤單，至今已經舉行10年。很喜歡光良這個朋友，給予其非常多幫助。
使用的相機為SONY Cyber-shot DSC-RX100M5。生於4月16日，血型為O型。
杉本一（／）
配音：梅原裕一郎／杉田智和【代演】／村中知【童年時期】（日本）；何志威（台灣）
光良的學長，攝影社社長，被社員稱為「學長」，青梅竹馬的日向子稱呼他為「小一」。崇拜寫真偶像「HINA」，但從未發現HINA就是日向子。成績十分優秀，放棄京都大學，考上東京大學。
使用的相機為Canon EOS 80D。生於10月10日，血型為B型。
長谷川日向子（／）
配音：石上靜香（日本）；陳筱寧（台灣）
光良班上的班長，杉本的青梅竹馬，攝影社成員，通稱「班長」。背後以寫真偶像「HINA」的身份活動。暗戀著杉本一，但是沒有告訴她自己是「HINA」身份。希望杉本一喜歡的是真正的她，而非單單只是其HINA的身份。
使用的相機為Canon PowerShot G9 X。生於11月9日，血型為A型。
山下研太郎（／）
配音：下野紘（日本）；正昌（台灣）
光良的學弟，攝影社的一年級生成員。被社員稱為「山下犬」，只要聽見光良的呼叫便會立刻趕到，喜歡動物因而頗了解動物習性，但是被動物討厭。喜歡的人是比自己年長的鄰家姐姐瀧原千明，但是本人表示自己是單相思，認為只要對方幸福，便是自己的幸福。
使用的相機為Panasonic LUMIX DMC-GF7。生於8月1日，血型為AB型。
多田唯（／）
配音：水瀨祈（日本）；詹雅菁（台灣）
光良的妹妹，留著妹妹頭的黑髮少女，在家裡經營的「多田咖啡店」擔任服務生。喜歡看推理小說《向日葵快車》系列。很憧憬山下並暗戀著他，但山下已有喜歡的人，本人似乎打算隱藏對山下的心意。
生於3月14日，血型為A型。
多田正造（／）
配音：中博史（日本）；何志威（台灣）
光良和唯的祖父，照顧光良和唯長大，在銀座經營咖啡廳「多田咖啡店」。喜歡時代劇《彩虹將軍》，是告訴龍崎麗子北極星一事的人。為人和藹慈祥有禮貌，而且懂得很多，連喵大在想什麼有時候也能理解。
喵大
配音：小澤亞李／大塚明夫【心聲】（日本）；于正昌【心聲】（台灣）
多田家養的貓，十年前被光良所收養，因此認為光良對自己有恩。一直覺得自己很罩光良，所以他才會如此優秀，喜歡美女，但是討厭伊集院熏和山下研太郎。曾說過只要男人與女人對視8秒便會墜入愛河，單戀著櫻桃。
查爾斯·德·羅瓦爾（Charles de Loire）
配音：櫻井孝宏（日本）；李景唐（台灣）
法國正統貴族出身，擁有修長金髮的貌美青年，從小便與泰瑞莎訂婚。現在是大學生，但正在經營一家公司。和泰瑞莎相處過後被其吸引，深愛著泰瑞莎，曾經說過不論泰瑞莎變得如何，自己也會愛著她，認為泰瑞莎的幸福才是最重要的，也因此在了解讓泰瑞莎真正有戀愛感覺的對象是光良後，與其解除婚約。是亞歷的暗戀對象。
生於6月9日，血型為O型。
瑞秋（Rachel，瑞琪兒）
配音：井上喜久子（日本）；陳筱寧（台灣）
泰瑞莎的奶媽，告訴泰瑞莎北極星和虹坊將軍的事。日本人出身，本名是龍崎麗子（／）。在拉森堡留學時，因為墜入愛河而定居在此。大學時曾在多田咖啡廳打工過，對日本最念念不忘的是多田正造泡的咖啡，現在亦和多田正造有書信往來。以D.蕾切爾的筆名執筆推理小說《向日葵快車》系列，認為快樂的結局才是最棒的。
瀧原千明（／）
配音：伊藤静（日本）；林美秀（台灣）
美容院店員，山下研太郎單相思的對象，但只把研太郎當成弟弟來看。
櫻桃
配音：伊藤静（日本）
瀧原千明養的貓，喵大的單戀對象。
多田淳一郎、多田知子
配音：加藤將之【淳一郎】、森澤芙美【知子】（日本）；于正昌【夫】、陳筱寧【妻】（台灣）
光良和唯的雙親，10年前因為車禍過世。
老夫妻
配音：清川元夢【夫】、有馬瑞香【妻】（日本）；李景唐【夫】、詹雅菁【妻】（台灣）
「多田咖啡店」的常客，很關心多田一家。
十三
配音：小山剛志（日本）；林正騏（台灣）
「多田咖啡店」的常客，曾經幫助過泰瑞莎。
彩虹將軍
配音：小山剛志（日本）；正昌（台灣）
演員，時代劇《彩虹將軍》的主角。原型為《暴坊將軍》。

## 製作人員
- 原作：羽矢浪好貴
- 導演：山崎光惠
- 劇本統籌、編劇：中村能子
- 人物設定、總作畫監督：谷口淳一郎
- 副導演：藤原佳幸
- 次要人物設定：菊池愛
- 物品設定：中島千明
- 美術指導：中村千惠子
- 色彩設計：石黑圭、伊藤裕香
- 攝影指導：伊藤邦彥
- 編輯：武宮睦美
- 音樂：橋本由香利
- 音效指導：土屋雅紀（日语：土屋雅紀）
- 音響效果：白石唯果
- 動畫製作：動畫工房
- 製作：「多田君不戀愛」製作委員會

## 音樂
片頭曲
作詞、作曲、編曲、主唱：大石昌良
片尾曲
作詞、作曲：山口隆，編曲：大石昌良、岸田勇氣，主唱：泰瑞莎·瓦格納（石見舞菜香）
插曲（第11話）
作詞、作曲：山口隆，編曲：大石昌良、岸田勇氣，主唱：多田光良（中村悠一）

## 劇集列表
| 話數 | 日文標題 | 中文標題           | 劇本     | 分鏡              | 演出                                | 作畫監督                                                                                          |
| ---- | -------- | ------------------ | -------- | ----------------- | ----------------------------------- | ------------------------------------------------------------------------------------------------- |
| #1   |          | 總不能置之不理吧   | 中村能子 | 山崎光惠 野呂純惠 | 山崎光惠 野呂純惠                   | 山野雅明、瀧原美樹 工藤裕加、菊池愛 板倉健                                                        |
| #2   |          | 確實是沒有說錯     | 中村能子 | 野呂純惠          | 鳥羽聰                              | 山崎淳、 仁井學                                                                                   |
| #3   |          | 我挺喜歡那個的     | 中村能子 | 鈴木清崇          | 藤原佳幸                            | 吉川真帆、矢野桃子 小倉寬之、菊池愛                                                               |
| #4   |          | 當作沒看到好了……   | 中村能子 | 藤原佳幸 金成旻   | 山崎光惠 藤原佳幸 藤井貴文          | 金璐浩、上野沙彌佳 宮野健、飯塚葉子 李周鉉、櫻井木之實 KIM EUN JU                                 |
| #5   |          | 放心吧，不存在的   | 中村能子 | 平牧大輔          | 平牧大輔                            | 山野雅明、瀧原美樹 河島裕樹、久保茉莉子 長尾圭悟、山崎淳 中川洋未、菊池愛 熊田明子                |
| #6   |          | 我不是雨男哦       | 中村能子 | 野呂純惠          | 野呂純惠                            | 吉川真帆、菊池愛 矢野桃子、市原圭子                                                               |
| #7   |          | 總比看著妳哭好吧   | 中村能子 | 島津裕行          | 鳥羽聰、藤原佳幸 竹下良平、野呂純惠 | 山崎輝彥、關真弓 菅原美智代、飯塚葉子 李周鉉                                                      |
| #8   |          | 好像是叫雨女？     | 中村能子 | 藤原佳幸          | 藤原佳幸                            | 山野雅明、瀧原美樹 凌空凜、伊澤珠美 菊池愛、助川裕彥 市原圭子                                     |
| #9   |          | 現在已經沒有了……   | 中村能子 | 福田道生          | 越田知明                            | 金璐浩、上野沙彌佳 宮野健、曾我篤史 久保茉莉子、小倉寬之 岡田洋奈                                 |
| #10  |          | 這個不是真的吧     | 中村能子 | 島津裕行          | 越田知明                            | 吉川真帆、市原圭子 山野雅明、菊池愛 矢野桃子、瀧原美樹                                            |
| #11  |          | 也沒什麼           | 中村能子 | 山崎光惠          | 藤原佳幸                            | 菊池愛、市原圭子 立口德孝、長尾圭悟 矢野桃子、瀧原美樹 山野雅明、凌空凜 板倉健                    |
| #12  |          | ……抱歉這麼突然     | 中村能子 | 野呂純惠          | 野呂純惠                            | 菅原美智代、金璐浩 宮野健、藤田真弓 上野沙彌佳                                                    |
| #13  |          | 我也永遠不會忘記的 | 中村能子 | 山崎光惠 島津裕行 | 山崎光惠                            | 矢野桃子、板倉健 菊池愛、瀧原美樹 凌空凜、長尾圭悟 伊澤珠美、吉川真帆 山野雅明、熊田明子 山本蓮雄 |

## 播放平台
日本地區於2018年4月5日至6月28日21時00分（UTC+9）於AT-X首播，之後亦在TOKYO MX、BS11等電視台播出。
中國大陸與台灣分別由bilibili與CHOCO TV於21時30分（UTC+8）同步更新一集。
| 播放地區 | 播放電視台     | 播放日期                 | 播放時間（UTC+9）         | 備註                                   |          |
| 日本國内 | 日本國内       | 日本國内                 | 日本國内                  | 日本國内                               | 日本國内 |
| -------- | -------------- | ------------------------ | ------------------------- | -------------------------------------- | -------- |
| 日本全國 | AT-X           | 2018年4月5日－6月28日    | 星期四 21時00分－21時30分 | 參加製作、CS播放                       |          |
| 東京都   | TOKYO MX       | 2018年4月5日－6月28日    | 星期四 22時00分－22時30分 |                                        |          |
| 日本全國 | BS11           | 2018年4月5日－6月28日    | 星期四 23時00分－23時30分 | 參加製作、BS播放、ANIME+               |          |
| 日本國外 |                |                          |                           |                                        |          |
| 中国大陆 | bilibili       | 2018年4月5日－5月18日    | 星期四 21時30分           | 網路播放、簡體中文字幕                 |          |
| 臺灣     | CHOCO TV       | 2018年4月5日－5月18日    | 星期四 21時30分           | 網路播放、繁體中文字幕                 |          |
| 臺灣     | 巴哈姆特動畫瘋 | 2018年7月6日             | 星期五 21時00分           | 網路播放、繁體中文字幕                 |          |
| 臺灣     | ANIMAX         | 2019年12月12日－12月24日 | 每日 22時30分－23時00分   | 日語原音播放                           |          |
| 臺灣     | ANIMAX HD      | 2020年3月4日－3月16日    | 每日 20時30分－21時00分   | 國語配音播放                           |          |
| 香港     | Animax         | 2020年4月6日－5月11日    | 星期一及二 20:00－21:00   | 每次連播兩集， 4月13日起只於星期一播放 |          |

台灣地區於2020年3月4日至3月16日20時30分於Animax HD播放國語配音版。

## 發行
BD / DVD
| 卷數 | 發售日期      | 收錄話數      | 規格編號   |
| ---- | ------------- | ------------- | ---------- |
| 1    | 2018年6月27日 | 第1話~第3話   | ZMXZ-12091 |
| 2    | 2018年7月25日 | 第4話~第6話   | ZMXZ-12092 |
| 3    | 2018年8月24日 | 第7話~第9話   | ZMXZ-12093 |
| 4    | 2018年9月26日 | 第10話~第13話 | ZMXZ-12094 |

## 外部連結
- 電視動畫《多田君不戀愛》官方網站 （页面存档备份，存于）（日語）
- 電視動畫《多田君不戀愛》官方的X（前Twitter）（日語）